# The Silent Child
Pour plus de détails, voir Fiche technique et Distribution.
The Silent Child est un court métrage britannique réalisé par Chris Overton, sorti en 2017.
Le film est inspiré de l'expérience personnelle de Rachel Shenton, dont l'un des parents est devenu sourd. Il a reçu l'Oscar du meilleur court métrage en prises de vues réelles en 2018.

## Synopsis
Une assistante sociale apprend la langue des signes à une petite fille de six ans, sourde profonde.

## Fiche technique
- Titre original : The Silent Child
- Réalisation : Chris Overton
- Scénario : Rachel Shenton
- Photographie : Ali Farahani
- Son : Greg Claridge
- Montage : Emily Walder
- Musique : Amir Konjani
- Production : Daniel Ormerod, Rebecca Harris et Julie Foy
- Sociétés de production : Slick Films ; Slick Showreels (coproduction)
- Société de distribution : Network Ireland Television (mondial)
- Pays d'origine :  Royaume-Uni
- Langues originales : anglais, langue des signes britannique
- Format : couleur
- Genre : drame
- Durée : 20 minutes
- Date de sortie :
  - États-Unis : 8 août 2017
  - Royaume-Uni : 24 janvier 2018 sur BBC iPlayer[2]

## Distribution

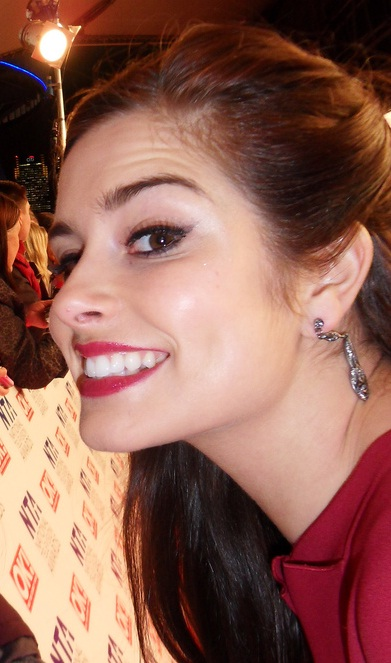
Rachel Shenton

- Rachel Shenton : Joanne
- Rachel Fielding : Sue
- Philip York : Paul
- Maisie Sly : Libby
- Anna Barry : Nancy
- Sam Rees : Seb
- Annie Cusselle : Pip

## Production
Rachel Shenton, ayant écrit le scénario et joué le rôle de l'assistante sociale, s’est inspirée de la vie de son père qui est devenu sourd à la suite d'un traitement de chimiothérapie quand elle avait douze ans, et, depuis cet âge, s’est qualifiée comme interprète en langue des signes britannique.
Après avoir remarqué l'annonce faite par une association des sourds, Maisie Sly a été choisie parmi cent enfants lors des auditions. C'est son tout premier rôle d’actrice.
Le tournage a lieu à Staffordshire au centre de l'Angleterre faisant partie de la région des Midlands de l'Ouest, précisément au village de Caverswall, à l'école du village St Filumena’s Catholic Primary School et au parc Longton Park.

## Accueil
The Silent Child est présenté en avant-première mondiale le 8 août 2017 aux États-Unis. Le British Broadcasting Corporation (BBC) le diffuse dès le 24 janvier 2018 sur BBC iPlayer.
Lors de la remise de l'Oscar aux côtés de Chris Overton, Rachel Shenton a fait son discours de remerciement en langue des signes britannique sur la scène du théâtre Dolby. C'était d’ailleurs une promesse faite entre elle et Maisie Sly pour le cas ou elle gagnerait : « Mes mains tremblent un peu, donc je m'excuse », dit-elle en plein discours.

## Distinctions

### Récompenses
- Festival international de court métrage d'Aesthetica 2017 :
  - Prix du public pour Chris Overton
  - « York Youth Award » pour Chris Overton

- Festival international du film de la New Reconnaissance 2017 :
  - Prix humanitaire pour Chris Overton et Rachel Shenton
  - Meilleur directeur de la photographie pour Ali Farahani

- Festival international du film de Rhode Island 2017 :
  - Meilleure actrice pour Maisie Sly
  - Prix du grand jury pour Chris Overton

- Festival international du film de Savannah 2017 : Meilleur court métrage pour Chris Overton et Rachel Shenton

- Festival international du film indépendant de Sidney 2017 : Meilleur court métrage pour Chris Overton et Rachel Shenton

- Hollywood International Moving Pictures Film Festival 2017 :
  - Prix de reconnaissance du meilleur court métrage pour Chris Overton
  - Prix de reconnaissance de la meilleure actrice de moins de dix-huit ans pour Maisie Sly

- London Independent Film Awards 2017 : Meilleure actrice pour Rachel Shenton

- Oscars 2018 : Oscar du meilleur court métrage en prises de vues réelles pour Chris Overton et Rachel Shenton

- TEFF 2019 : Prix RTBF court métrage de fiction

### Nominations
- Festival international du film de la New Reconnaissance 2017 :
  - Meilleur réalisateur
  - Meilleure actrice pour Rachel Shenton

- Festival international du film indépendant de Sidney 2017 :
  - Meilleur directeur de la photographie pour Ali Farahani
  - Meilleure actrice pour Rachel Fielding